# Merdekastadion
Het Merdekastadion is een multifunctioneel stadion in Kuala Lumpur, de hoofdstad van Maleisië. Het woord 'Merdeka' betekent vrij, onafhankelijk. Het stadion werd dan ook geopend in 1957, vlak na de officiële onafhankelijkheidsverklaring op 31 augustus 1957. Toen werd de Federatie van Malakka een onafhankelijk land binnen het Britse Gemenebest. In het stadion is plaats voor 25.000 toeschouwers.
Het stadion wordt vooral gebruikt voor voetbalwedstrijden, de voetbalclub Selangor FA maakte tot 1994 gebruik van dit stadion, die club ging daarna naar het grotere Shah Alamstadion voor de thuiswedstrijden. Op een aantal toernooien van de Zuidoost-Aziatische Spelen werden er ook wedstrijden gespeeld hier. Met enige regelmaat vinden er tevens concerten plaats. 